# Lupinus nubigenus
Lupinus nubigenus é uma espécie vegetal da família Fabaceae.
Apenas pode ser encontrada no Equador.
Os seus habitats naturais são: campos de altitude subtropicais ou tropicais.